# جان آر. چری سوم
جان آر. چری سوم (انگلیسی: John R. Cherry III؛ ۱۱ اکتبر ۱۹۴۸ – ۸ مهٔ ۲۰۲۲) کارگردان فیلم، فیلم‌نامه‌نویس، تهیه‌کننده فیلم و بازیگر اهل ایالات متحده آمریکا بود. وی از سال ۱۹۷۲ تا ۲۰۲۲ میلادی مشغول فعالیت بود.
از فیلم‌هایی که وی در آن‌ها نقش داشته‌است، می‌توان به ارنست به آفریقا می‌رود، ارنست در ارتش، اسلم دانک ارنست، ارنست دوباره می‌راند، ترس احمقانه ارنست، ارنست به زندان می‌رود، ارنست کریسمس را نجات می‌دهد، ارنست به کمپ می‌رود، ماجراهای کاملاً جدید لورل و هاردی: برای عشق یا مومیایی و دکتر اتو و معمای گلوم بیم اشاره نمود.